# Núcleo Paulistano de Animação
O Núcleo Paulistano de Animação (NUPA) foi um estúdio-escola vinculado ao CCJ (Centro Cultural da Juventude Ruth Cardoso) que funcionou de 2009 a 2013 no bairro de Nova Cachoeirinha (distrito de São Paulo), periferia da Zona Nordeste de São Paulo de São Paulo. 

## História
Sob coordenação de Céu D' Ellia, um experiente cineasta de animação, que trabalhou para grandes estúdios, realizou diversos filmes publicitários, e que desde o final de 2009, investia esforços em criar um espaço de troca de ideias e experiências para jovens de todas as classes sociais, que incluía laboratório digital equipado, oficinas, workshops, mostra de filmes e o incentivo a criação de roteiros e produção de filmes coletivos.
No NUPA, os alunos aprendiam a animar seus próprios personagens utilizando o programa de animação 2D ToonBoom Studio e aqueles participantes que se destacavam, recebiam uma bolsa residência e a chance de continuarem evoluindo e se aperfeiçoando mais, através da aproximação de outro profissionais. Tudo isso de graça e com muita seriedade, e profissionalismo. Fato esse, que possibilitou que muitos alunos conseguissem rapidamente uma oportunidade de estágio ou trabalho em estúdios de animação.
O NUPA conseguiu realizar vários curtas com a participação de alunos e profissionais, sendo que três deles foram veículados nos intervalos da programação da TV Cultura e também foram exibidos no Anima Mundi (festival) que são: Paulicéia Mario de Andrade, Bicicletas de São Paulo e Canta, TY-ETÊ!
O núcleo teve suas atividades paralisadas com a mudança de gestão da prefeitura de São Paulo pela administração Fernando Haddad.